# Репатриация
Репатриа́ция (от лат. repatriate) — возвращение на Родину, организованное государственной властью.

## История
После войн обычным условием мирных договоров между государствами является реэвакуация (обратная эвакуация) пленных, так называемая репатриация (ср. ст. 214 и след. Версальского договора), а иногда и имущества (см. напр. ст. 11 Советско-польского мирного договора).
В связи с общим упадком хозяйственной жизни и огромным ростом безработицы в период мирового экономического кризиса 1929 —1933 годов иммиграция в заокеанские государства и страны прекратилась и сменилась даже реэмиграцией (реэвакуацией, репатриацией).
Термин обычно употребляется в отношении: военнопленных, перемещённых лиц, беженцев, эмигрантов; возвращения вместе с населением (с восстановлением жителей в правах гражданства) территорий, незаконно аннексированных в результате распада государств; возвращения в государство и страну проживания застрахованного лица (или его останков) при наступлении страхового случая.
Возвращение на родину военнопленных и гражданского населения, оказавшегося за пределами своей страны в результате военных действий, предусмотрено статьёй 109 Женевской конвенции об обращении с военнопленными, в соответствии с которой воюющие государства в период военных действий обязаны «отправлять на родину тяжёлобольных и тяжёлораненых военнопленных, вне зависимости от их звания и количества, после того как они будут приведены в состояние, допускающее их перевозку». После прекращения военных действий воюющие государства обязаны провести безусловную репатриацию военнопленных, за исключением тех из них, которые не подлежат репатриации (например, вследствие тяжёлой болезни, совершенного ими уголовного преступления или отбывания наказания по уже состоявшемуся судебному приговору).

## Репатриация по государствам и странам
- Алия (ивр. עלייה‎ — «подъём, восхождение») — эмиграция евреев в Израиль, которую часто называют репатриацией.
- Еркир (арм. Երկիր — «страна») — программа по привлечению этнических армян в Армению.
- Репатриация поляков (Карта поляка) — программа по привлечению этнических поляков в Польшу.
- Программа репатриации этнических латышей и ливов в Латвию.
- Поздние переселенцы — программа по привлечению в Германию этнических немцев из государств и стран Восточной Европы, а также из государств — бывших республик Союза ССР.
- Нурлы кош — казахстанская программа по привлечению в страну кандасов (до 1 января 2021 года использовался термин оралманы).
- Кайрылманы — этнические киргизы, переехавшие в Киргизию.
- Соотечественники — государственная программа по оказанию содействия добровольному переселению в Российскую Федерацию соотечественников, проживающих за рубежом.